# Роберто Пруццо
Роберто Пруццо (італ. Roberto Pruzzo, * 1 квітня 1955, Крочефієскі) — колишній італійський футболіст, нападник. По завершенні ігрової кар'єри — футбольний тренер. Наразі очолює тренерський штаб команди «Чентобукі».
Як гравець насамперед відомий виступами за клуби «Дженоа» та «Рома», а також національну збірну Італії.
Чотириразовий володар Кубка Італії. Чемпіон Італії. Триразовий найкращий бомбардир сезону в Серії A.

## Клубна кар'єра
Вихованець футбольної школи клубу «Дженоа». Дорослу футбольну кар'єру розпочав 1973 року в основній команді того ж клубу, в якій провів п'ять сезонів, взявши участь у 143 матчах чемпіонату. Більшість часу, проведеного у складі «Дженоа», був основним гравцем атакувальної ланки команди. У складі «Дженоа» був одним з головних бомбардирів команди, маючи середню результативність на рівні 0,4 гола за гру першості.
Своєю грою за цю команду привернув увагу представників тренерського штабу клубу «Рома», до складу якого приєднався 1978 року. Відіграв за «вовків» наступні десять сезонів своєї ігрової кар'єри. Граючи у складі «Роми» також здебільшого виходив на поле в основному складі команди. В новому клубі був серед найкращих голеодорів, відзначаючись забитим голом в середньому щонайменше у кожній третій грі чемпіонату. За цей час чотири рази виборював титул володаря Кубка Італії, ставав чемпіоном Італії, а також у трьох сезонах ставав найкращим бомбардиром Серії A.
Завершив професійну ігрову кар'єру у клубі «Фіорентина», за команду якого виступав протягом 1988—1989 років.

## Виступи за збірну
1978 року уперше вийшов на поле в офіційних матчах у складі національної збірної Італії. Протягом кар'єри у національній команді, яка тривала 5 років, провів у формі головної команди країни лише 6 матчів. У складі збірної був учасником чемпіонату Європи 1980 року в Італії, хоча на поле під час цього турніру жодного разу не виходив.

## Кар'єра тренера
Розпочав тренерську кар'єру, повернувшись до футболу після невеликої перерви, 1998 року, очоливши тренерський штаб клубу «В'яреджо».
Надалі очолював команди клубів «Терамо», «Алессандрія» та «Палермо», а також входив до тренерських штабів клубів «Фоджа» та «Самбенедеттезе».
Наразі очолює тренерський штаб команди «Чентобукі».
| Дата       | Місто      | Господарі  | Результат | Гості      | Турнір                        | Голи | Примітки      |
| ---------- | ---------- | ---------- | --------- | ---------- | ----------------------------- | ---- | ------------- |
| 23/09/1978 | Флоренція  | Італія     | 1 – 0     | Туреччина  | товариський матч              | -    | вийшов на 46' |
| 03/01/1981 | Монтевідео | Уругвай    | 2 – 0     | Італія     | Золотий кубок чемпіонів світу | -    | вийшов на 46' |
| 06/01/1981 | Монтевідео | Нідерланди | 1 – 1     | Італія     | Золотий кубок чемпіонів світу | -    |               |
| 14/11/1981 | Турин      | Італія     | 1 – 1     | Греція     | Відбір до ЧС 1982             | -    | вийшов на 85' |
| 05/12/1981 | Неаполь    | Італія     | 1 – 0     | Люксембург | Відбір до ЧС 1982             | -    |               |
| 23/02/1982 | Париж      | Франція    | 2 – 0     | Італія     | товариський матч              | -    |               |
| Усього     |            | Матчів     | 6         |            | Голів                         | 0    |               |

## Титули та досягнення

### Командні
- Володар Кубка Італії (4):

«Рома»: 1979–80, 1980–81, 1983–84, 1985–86
- Чемпіон Італії (1):

«Рома»: 1982–83

### Особисті
- Найкращий бомбардир Серії B (1):

1975–76 (18)
- Найкращий бомбардир Кубка Італії (1):

1979–80 (6)
- Найкращий бомбардир Серії A (3):

1980–81 (18)
1981–82 (15)
1985–86 (19)